# Куренбел
Куренбел (каз. Күреңбел, до 199? г. — Круглое) — село в Кербулакском районе Жетысуской области Казахстана. Входит в состав Когалинского сельского округа. Код КАТО — 194649300.

## Население
В 1999 году население села составляло 346 человек (180 мужчин и 166 женщин). По данным переписи 2009 года, в селе проживало 213 человек (113 мужчин и 100 женщин).